# Мірослав Нагач
Мірослав Нагач  (пол. Mirosław Nahacz; *9 вересня 1984, Гладишів, Польща — †21 липня 2007, Варшава, Польща) — лемко, польський письменник.

## Біографічні відомості
Студіював культурознавство у Варшавському університеті. Дебютував у 2003 році повістю «Вісім чотири». Того ж року отримав нагороду Літературної фундації Наталії Галл і Ришарда Поллака. В останні роки писав фейлетони до журналу «Філіпінка», а також співпрацював із місячником «Лампа». Остання книжка «Незвичні пригоди Роберта Робура», яку закінчив за кілька днів до свого зникнення в липні 2007 року, вийшла у варшавському видавництві «Prószyński i S-ka», оскільки Видавництво «Чарне», в якому виходи всі три попередні авторові книги, відмовилося її друкувати. 24 липня був знайдений у підвалі варшавського дому, в якому винаймав помешкання. Кілька днів до того вчинив самогубство.

## Український переклад
- «Вісім чотири» (Львів: Кальварія, 2004), переклад Наталі Чорпіти